# Dianetik
Dianetik er en alternativ behandlingsform indenfor scientologien, som er baseret på L. Ron Hubbards ideer om konstitutionen af den menneskelige psyke, hvor Hubbard hævder, at behandlingsformen hurtigt kan forbedre den behandledes intellektuelle og matematiske evner samt at forbedre personens egenskaber i forbindelse med løsning af konflikter med andre mennesker og helbredelse af sygdomme. Dianetik har ingen opbakning fra videnskaben og kategoriseres som værende pseudovidenskab.[kilde mangler]
Dianetikken har ligheder med formaliseret psykoanalyse.
Et videnskabeligt studie af dianetikens virkninger blev udført af Harvey Jay Fischer i 1953 og konkluderede, at dianetikken ikke forbedrede de intellektuelle, matematiske eller andre evner.
L. Ron Hubbard beskrev dianetik i bogen "Dianetics: The Modern Science of Mental Health" i 1950. 

## Udførelse
Dianetik er en psykoterapiform, der kan udøves af to personer. 
En auditor og en patient, der gennem terapi, som udbydes af Scientology, Dianetik centre og selvstandige auditører, postulerer, at en lang række fordele kan erhverves. 
Ifølge Hubbard kan dianetik hjælpe på: 
- Forøgelse af intelligenskvotienten.
- Psykosomatiske lidelser (fysiske lidelser med psykisk årsag).
- Fysiske lidelser (sygdomme, evig helbredelse af forkølelse osv.).
- Psykiske lidelser og dårligdomme.
- Mental styring, styring af samtaler og med at komme af med irrationelle følelser og opførsel.

### Fremgangsmåde
- Patienten tager plads i en stol eller på en briks.
- Patienten påføres et elektropsykometer (en slags løgnedetektor), til måling af muskelspændinger påført af ubehagelige erindringer.
- Auditoren beder patienten om at lukke øjnene.
- Auditoren "installerer" en såkaldt "canceller" (afbryder), der har til funktion at afbryde terapien, når auditøren siger "cancelled".
- Auditoren begynder at stille patienten spørgsmål af mere eller mindre intim karakter.
- Elektropsykometret giver et udsving, når auditoren kommer ind på et emne, hvor patienten har ubehagelige erindringer.
- Gennem samtale eller anden specialiseret teknik, behandler auditoren patienten for de ubehagelige erindringer.
- Afslutning af undersøgelsen.